# Psychotria megacarpa
Psychotria megacarpa är en måreväxtart som beskrevs av Henry Nicholas Ridley. Psychotria megacarpa ingår i släktet Psychotria och familjen måreväxter. Inga underarter finns listade i Catalogue of Life.